# Robert Garnier
Robert Garnier (La Ferté-Bernard, 1544 – Le Mans, 1590. szeptember 20.) francia drámaíró. Kortársai a 16. században a legnagyobb tragédiaköltőnek tartották.

## Élete és munkái
Toulouse-ban joghallgató volt, ügyvéd Párizsban, majd bíró a szülőföldjén. A francia vallásháborúk idején a Katolikus Liga oldalán küzdött. Szabadidejét az irodalomnak szentelte. Csatlakozott a költők és drámaírók "Pléiade" csoportjához, akik Pierre de Ronsard-ral az élen a középkori francia irodalmat a görög és római antikvitás elemeivel igyekeztek megújítani. 
Nyolc darabot: hét tragédiát és egy tragikomédiát írt, melyeknek nyomtatásban nagy sikere volt. Korai drámáiban Seneca minor ókori római tragédiaíró mesterkélt, szónokias tragédiáit utánozta. Átvette a fellengzős római dráma kellékeit, a hosszadalmas monológokat, melyek a darabot a morálról szóló értekezéssé változtatják. Szerkezetük hasonló: mindegyik a főhős monológjával és a kórus válaszával kezdődik. Az első felvonás után következnek a főbb események.
A későbbi, 1578–1580-ban megjelent tragédiák cselekménye jóval bonyolultabb, a hősök lélekrajza is mélyebb. La Troade („A trójaiak”) Euripidész Trójai nők és Seneca azonos című tragédiájának történetét veszi át; benne a Trója elfoglalása utáni kegyetlenkedések a korabeli francia vallásháborúk légkörét idézik. 
Robert Garnier kiemelkedő darabja két utolsó műve, a Les Juives („A zsidó nők”) és a Bradamante. A bibliai tárgyú Les Juives cselekménye Nabukodonozor hódításáról, a legyőzött zsidó király, Zedekiás elleni bosszújáról szól, és a hódítóknak kiszolgáltatott szenvedőket siratja el.
A Bradamante az egyetlen darabja Garnier-nak, melyet kivételesen előadásra szánt, és amelyben nincs kórus. Tárgyát Ludovico Ariosto Orlando furioso („Őrjöngő Lóránd”) című eposzából meríti. Benne a hős szerelem és kötelesség közti vívódását rajzolja, de egy bő humorral ábrázolt nyárspolgár párt is szerepeltet benne, a pátoszt komikummal váltogatva, és így megteremtve a színpadon a tragikomédia műfaját.
Robert Garnier tragédiái egészében jelentős fejlődést mutatnak elődei és kortársai drámáihoz képest: kevésbé szárazak, dialógusai élénkek, hangnemük emelkedett.  Több vonatkozásban Corneille drámái elődjének tekinthetők. Művei nem színházi előadásra íródtak, bár sikerrel játszották őket néhány kollégiumban (kolledzsben). Ronsard köre és mások is dicsérték Garnier-t, műveit a görög tragédiákhoz hasonlították, de halála után hamarosan elfelejtették. 
Drámái fő erősségének Dobossy László a verselést, a patetikus részek líraiságát tartja. „De épp e túlzott irodalmiság miatt mozdul nehezen az amúgy is fogyatékos cselekmény… Darabjai ma már csak múzeumi értékek… Ha vannak, akikre pontosan ráillik a közkeletű "előfutárok" megjelölés, akkor Garnier feltétlenül ezek közé tartozik.”

## Művei
- Porcie, tragédia, Paris, Robert Estienne, 1568
- Hippolyte, tragédia, Paris, Robert Estienne, 1573
- Cornélie, tragédia, Paris, Robert Estienne, 1574
- Marc Antoine, tragédia, Paris, M. Patisson, 1578
- La Troade, tragédia, Paris, M. Patisson, 1579
- Antigone ou la Piété, tragédia, Paris, M. Patisson, 1580
- Bradamante, tragikomédia, Paris, M. Patisson, 1582
- Les Juives, tragédia, Paris, M. Patisson, 1583